# 85e bataillon de tirailleurs sénégalais
 (mars 2015).
Le 85e Bataillon de Tirailleurs Sénégalais (ou 85e BTS) est un bataillon français des troupes coloniales.

## Création et différentes dénominations
- 23/08/1916: Création du 85e Bataillon de Tirailleurs Sénégalais à La Teste
- 22/04/1919: Dissolution:
  - 212 hommes passent au 73e BTS
  - 9 hommes passent au 82e BTS
  - 8 hommes passent au 83e BTS
  - 281 hommes passent au 35e BTS

## Chefs de corps
- 23/08/1916: Chef de bataillon Morin
- 02/1917: Chef de bataillon Lagaspie
- 11/04/1917: Chef de bataillon Guérin (évacué à l'arrière le 27//11/1917)
- 27/10/1917: Capitaine Bianchi
- 21/11/1917: Chef de bataillon Tibout (évacué malade le 16/06/1918)
- 16/06/1918: Capitaine Bianchi
- 30/06/1918: Chef de bataillon Tibout (évacué le 02/09/1918)
- 02/09/1918: Capitaine Bianchi
- 24/10/1918: Chef de bataillon Chauvet
- 30/11/1918: Capitaine Kergaravat
- 03/12/1918: Capitaine Bianchi

## Historique des garnisons, combats et batailles du85eBTS
- 03/09/1916: Le bataillon embarque par voie ferrée à destination de l'Atelier de Chargement de Moulins
- 05/09/1916: Arrivée à Moulins, le bataillon est employé dans les différents services de l'atelier
- 01/04/1917: Le 85e BTS devient bataillon de renfort et reçoit l'ordre de rejoindre Saint-Raphaël afin de s'y entraîner
- 10/04/1917: Le bataillon est rassemblé à Saint-Raphaël
- 08/08/1917: Le 85e BTS reçoit l'ordre de rejoindre l'Armée d'Orient
- 11/04/1917: Le bataillon embarque en gare de Fréjus et à destination de l'Armée d'Orient via Vintimille, Livourneet Tarente. Le train de combat est embarqué par la mer, au port de Marseille
- 16/08/1917: Embarquement d'un premier détachement au port de Tarente
- 17/08/1917: Arrivée à Itea[Lequel ?] du premier détachement et embarquement d'un second détachement au port de Tarente
- 19/08/1917: Les deux détachements sont regroupés à Bralau, ils embarquent par voie ferrée le 20, à destination de Thessalonique
- 21/08/1917: Arrivée à Salonique et cantonnement
- 24/08/1917: Le navire (Parana) transportant le train de combat est torpillé et coulé; tout le matériel est perdu, 10 hommes sont portés disparus, un autre est blessé. Les rescapés sont embarqués sur un autre navire à destination de Salonique
- 26/08/1917: Le bataillon est désigné pour être accolé au 8e RIC, il s'embarque par voie ferrée pour Sakulévo où il arrive le 27
- 29/08/1917: Le bataillon se met en route pour rejoindre le 8e RIC au col de la Vratta, via Slivica
- 30/08/1917: Arrivé au col de la Vratta, le bataillon est accolé au 8e RIC
- 10/09/1917: À partir de cette date, les compagnies alternent les montées en première ligne dans le secteur du col de la Vratta et les périodes de repos
- 04/10/1917: Un violent bombardement ennemi fait 2 tués et 10 blessés dans la 4e compagnie
- 18/11/1917: Le bataillon quitte le col de la Vratta pour rejoindre ses cantonnements d'hiver à Káto Klinés
- 20/11/1917: Tout le bataillon est cantonné à Káto Klinés
- 29/11/1917: Le bataillon est employé au service du Génie et de l'exploitation agricole de Káto Klinés
- 25/03/1918: Le 85e BTS reçoit l'ordre de rejoindre, par étapes, le bivouac de rassemblement de la 16e DIC au sud de Verria. En cours de déplacement, le bataillon essuie une violente tempête de neige au cours de laquelle 180 tirailleurs sont évacués pour des pieds gelés. Le bataillon est contraint de rebrousser chemin et rentre à Klestina le Bas
- 06 et 07/04/1918: Le bataillon embarque par voie ferrée, en deux détachements, en gare de Flórina et est regroupé à Verria le 8/04 matin
- 29/04/1918: Le bataillon est de nouveau accolé au 8e RIC qui vient de redescendre des lignes
- 11/07/1918: Le bataillon quitte Verria par voie ferrée pour Bohemica (arrive en soirée)
- 14/07/1918: Déplacement et bivouac à Kupa
- 23/07/1918: Les compagnies alternent les passages en 1re 2e et 3e lignes
- 15/08/1918: Le bataillon descend des premières lignes et bivouaque à Kupa
- 16/08/1918: Bivouac à Marigoura
- 17/08/1918: Bivouac à Lipadi
- 27/08/1918: Le bataillon prend ses positions autour du village de Trstenik
- 09/09/1918: Le bataillon est relevé par le 97e BTS, il revient au bivouac dans le village
- 10/09/1918: Déplacement et bivouac à Novocelsi puis Livadi
- 13/09/1918: Le bataillon monte en 2e position
- 22/09/1918: Déplacement vers Huma, puis Sermanti en passant par Kajusko
- 23/09/1918: Déplacement et bivouac à Miletkovo
- 27/09/1918: Déplacement à Kondje
- 28/09/1918: Déplacement et bivouac à Blato[Où ?]
- 03/09/1918: Déplacement et bivouac à Barakli
- 11/10/1918: Déplacement et bivouac à Davidevo
- 01 et 03/04/1919: Les compagnies embarquent par voie ferrée à destination de Salonique
- 04/04/1919: Le bataillon embarque par la mer
- 09/04/1919: Le bataillon est rassemblé à Tarente, et embarque par voie ferrée le 11
- 15/04/1919: Le bataillon arrive à Fréjus, camp Galliéni

### Sources et bibliographie
- Mémoire des Hommes
- Historique du 8me Rég[im]ent d'infanterie coloniale pendant la Grande guerre, 1914-1919, Toulon, Imprimerie Mouton & Combe, 1920, lire en ligne sur Gallica